# Abbé Chazottes
L'abbé Chazottes, né Louis-Guillaume Chazottes en 1794 à Castres, dans le Tarn, et mort en 1858, est un prêtre catholique qui a été responsable d'un diocèse de l'archidiocèse de Toulouse. Il est principalement connu en tant que fondateur de l'Institution des sourds-muets de Toulouse en 1826 puis en tant que directeur de l'Institution, mais aussi en tant que pédagogue pour sourds, notamment pour avoir remis en cause la méthode Sicard, qu'il a remplacée par sa propre méthode, la Méthode de Toulouse pour l'instruction des sourds-muets, publiée entre 1864 et 1865.